# Большой центральный аэропорт

Большой центральный аэропорт (ЮАР) (англ. Grand Central Airport) — небольшой частный аэродром, расположенный недалеко от Йоханнесбурга, ЮАР.

## История
История этого аэродрома начинается с постройки небольшой взлетной полосы для обучения летчиков местного авиаклуба в 1930-х годах. Сейчас эта полоса не используется, но её можно увидеть на северо-западной стороне аэродрома.

## Описание
В наше время Большой центральный аэропорт полностью оборудован и работает 24 часа в сутки. Комплекс включает в себя современные здания терминала (хотя не предоставляет таможенные услуги). Также на территории аэродрома работает несколько летных школ для самолётов и вертолётов.